# Madagaskarseglare
Madagaskarseglare (Apus balstoni) är en fågel i familjen seglare.

## Utbredning och systematik
Madagaskarseglare delas in i två underarter:
- A. b. balstoni – förekommer på Madagaskar
- A. b. mayottensis – Mayotte

Tidigare betraktades den som underart till kapseglaren (A. barbatus) och vissa gör det fortfarande.

## Status
IUCN kategoriserar arten som livskraftig.